# Pinarocorys
Pinarocorys é um género de cotovia da família Alaudidae.

## Espécies
Este género contém as seguintes espécies:
- Pinarocorys erythropygia
- Pinarocorys nigricans